# Evergrey
Evergrey é uma banda de metal progressivo de Gotemburgo, Suécia. A banda foi fundada em 1996 e gravou seu debut álbum The Dark Discovery em 1998. Seu álbum mais recente é o A Heartless Portrait (The Orphean Testament), lançado em 2022 pela gravadora "Napalm Records" iniciando assim uma dupla turnê pós pandemia, com seus dois últimos albúns de estúdio, que mantém suas raízes, e ao mesmo tempo trazendo uma sonoridade nova ainda mais melódica, contando com riffs pesados e solos muito bem elaborados, acompanhado por trechos intensos de teclado e pistas complexas da bateria junto com os vocais forte e melodias de tirar o fôlego.
Chegam assim á todo vapor este ano de 2023 mostrando que tem muito trabalho á apresentar para seus fãs mais antigos, e novos, sem mudar sua sonoridade.

## Temática das músicas
As letras das músicas de Evergrey sempre foram obscuras. O mesmo pode ser dito da imagem que a banda passa. Enquanto The Dark Discovery apresenta uma variedade de ideias, outros álbuns têm sido conceituais, tratando de temas como paranóia, abdução alienígena, abuso infantil e religião. 
Recreation Day é um álbum que cobre muitos assuntos, desde morte e tristeza, até medo e dor, contribuindo para um conceito maior de "recriação". As ideias são exploradas de diferentes pontos de vista, como alguém contemplando um suicídio ("As I Lie Bleeding"), tristeza após um funeral ("I'm sorry" - um cover de Dilba Demirbag).

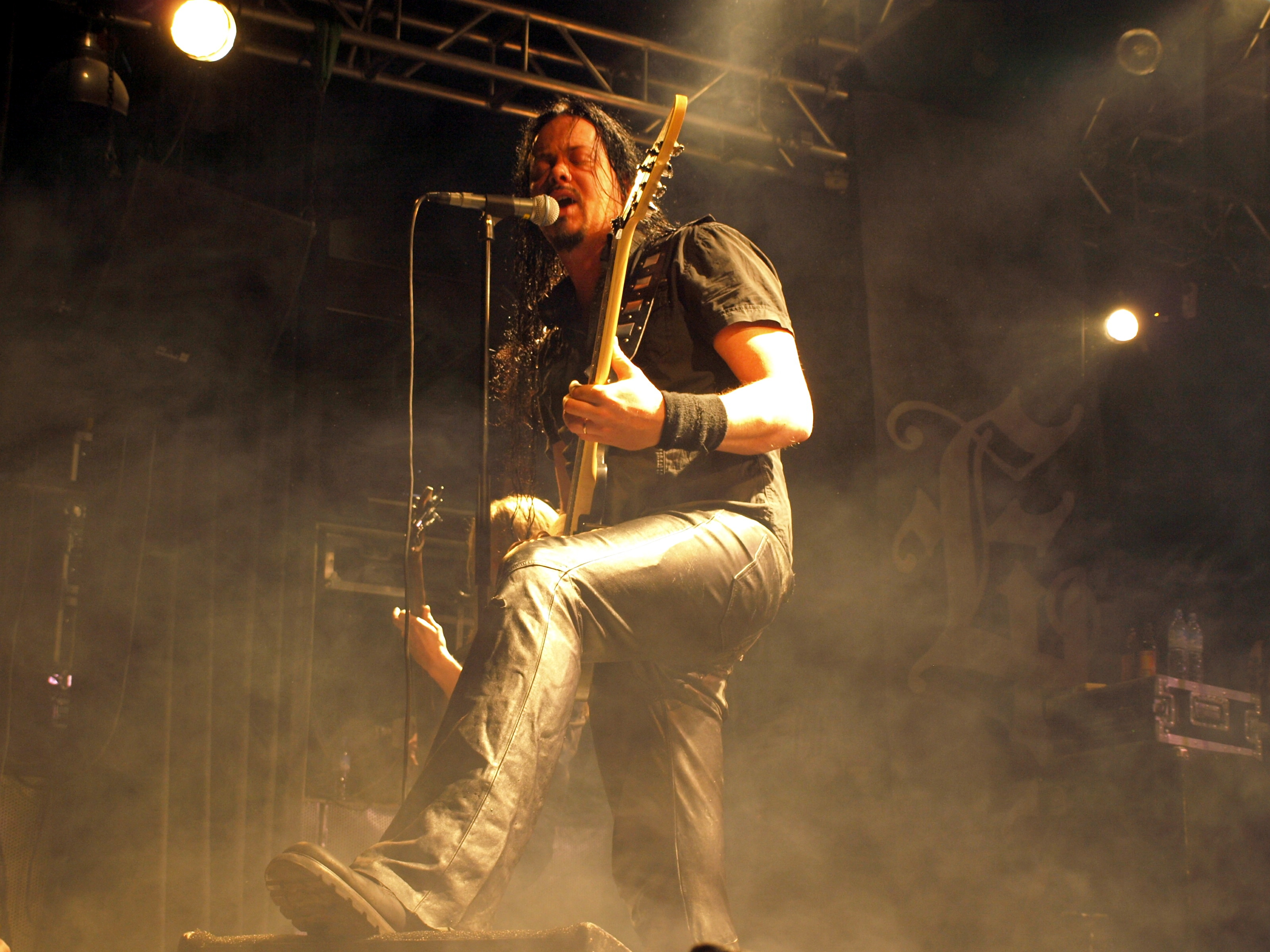
Tom S. Englund

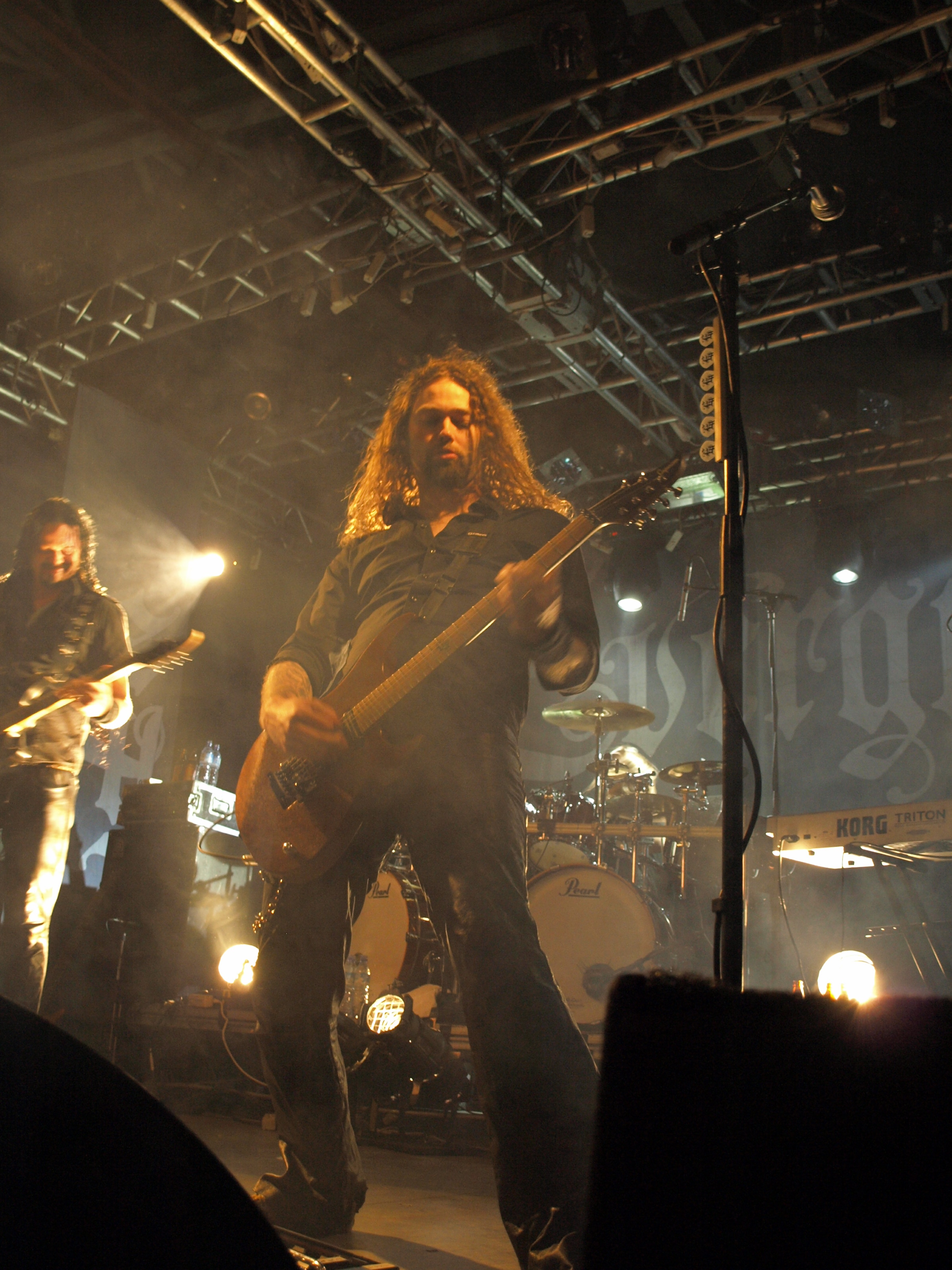
Henrik Danhage

## Eventos recentes
Em 4 de abril de 2006, Evergrey gravou seu sexto álbum de estúdio, "Monday Morning Apocalypse". O álbum foi produzido e mixado por Sanken Sandquist e Stefan Glauman, que já passaram pelas produções de Rammstein, Britney Spears, Bon Jovi e Def Leppard, entre outros. Tom S. Englund, o vocalista, disse:
- "Nós nos sentimos honrados por trabalhar com tão brilhantes produtores. E temos certeza que eles irão fazer com que nós soemos melhores que nunca".

Durante o verão de 2006, Evergrey tocou em muitos festivais através da Europa: Sweden Rock Festival, Download Festival, Arvika Festival, Masters of Rock. De 5 de maio a 30 de maio, a banda fez uma turnê pelos Estados Unidos com In Flames, Nevermore e Throwdown. Em 24 de outubro eles começam uma nova turnê europeia ao lado da banda Avatar.
Seu álbum Escape of the Phoneix foi eleito pela Metal Hammer como o 10º melhor álbum de metal progressivo de 2021.

## Integrantes
Formação atual
- Tom S. Englund (1995 - presente) - vocal/guitarra
- Henrik Danhage (2003 - 2010 / 2014 - presente) - guitarra/backing vocal
- Johan Niemann (2010 - presente) - baixo
- Rikard Zander (2002 - presente) - teclados
- Jonas Ekdahl (2003 - 2010 / 2014 - presente) - bateria

Músicos convidados
- Carina Kjellberg-Englund - vocais femininos (1996 - presente)

Membros anteriores
- Will Chandra (1996-1998) - teclados
- Daniel Nöjd (1996-1999) - baixo, vocal
- Dan Bronell (1996-2000) - guitarra
- Henrik Danhage (2001-2010) - guitarra
- Patrick Carlsson (1996-2003) - bateria
- Jonas Ekdahl (2004-2010) - bateria
- Sven Karlsson (1999-2001) - teclados
- Christian Rehn (2001-2002) - teclados
- Michael Håkansson (1999-2006) - baixo
- Fredrik Larsson (1997-2006) - baixo

## Discografia

### Estúdio
- The Dark Discovery (1998)
- Solitude, Dominance, Tragedy (1999)
- In Search of Truth (2001)
- Recreation Day (2003)
- The Inner Circle (2004)
- Monday Morning Apocalypse (2006)
- Torn (2008)
- Glorious Collision (2011)
- Hymns for the Broken  (2014)
- The Storm Within (2016)
- The Atlantic (2019)
- Escape Of The Phoenyx (2021)
- A Heartless Portrait (The Orphean Testament) (2022)
- Theories of Emptiness (2024)

### Ao vivo
- A Night to Remember (Gothenburg Concert CD e DVD) (2005)

### Coletânea
- A Decade And a Half (2012)